# Kondai járás
A Kondai járás (oroszul Конди́нский райо́н) Oroszország egyik járása Hanti- és Manysiföldön. Székhelye Mezsdurecsenszkij.

## Népesség
- 2010-ben 34 494 lakosa volt, melyből 26 588 orosz, 3 584 manysi, 1 221 hanti, 691 tatár, 554 ukrán, 215 baskír, 163 fehérorosz, 134 udmurt, 132 moldáv, 119 mordvin, 115 csuvas stb.